# Louis Renault (jurista)
Louis Renault (Autun, 21 de maio de 1843 — Barbizon, 8 de fevereiro de 1918) foi um jurista francês. Recebeu o Nobel da Paz de 1907, juntamente com Ernesto Teodoro Moneta.

## Vida
Renault nasceu em Autun. De 1868 a 1873, Renault foi professor de direito romano e comercial na Universidade de Dijon. De 1873 até sua morte, ele foi professor na faculdade de direito da Universidade de Paris, onde em 1881 se tornou professor de direito internacional. Em 1890 foi nomeado Jurisconsulto do Ministério das Relações Exteriores, cargo que lhe foi criado para examinar a política externa francesa à luz do direito internacional. Ele serviu em várias conferências nesta capacidade, principalmente nas duas Convenções de Haia (1899 e 1907) e na Conferência Naval de Londres (1908–1909).
Renault foi proeminente como árbitro, seus casos mais famosos, incluindo o caso do imposto sobre a casa japonesa de 1905, o caso Casa Blanca de 1909, o caso Sarvarkar de 1911, o caso Carthage de 1913 e o caso Manouba de 1913. Entre seus escritos estão artigos e monografias sobre temas especializados de direito internacional. Junto com seu amigo e colega C. Lyon-Caen, ele produziu várias obras sobre direito comercial, incluindo um compêndio em dois volumes, um tratado em oito volumes e um manual que teve várias edições.
Em 1879, Renault publicou sua Introdução ao Estudo do Direito Internacional e em 1917 as Primeiras Violações do Direito Internacional pela Alemanha, a respeito da invasão da Bélgica e de Luxemburgo em violação das obrigações do tratado da Alemanha.